# Plectris putida
Plectris putida är en skalbaggsart som beskrevs av Frey 1967. Plectris putida ingår i släktet Plectris och familjen Melolonthidae. Inga underarter finns listade i Catalogue of Life.